# Anton von Wolszlegier
Anton Johannes Nepomucenus von Wolszlegier (* 14. März 1843 in Schönfeld; † 5. Januar 1922 in Konitz) war katholischer Geistlicher und Mitglied des Deutschen Reichstags.

## Leben
Wolszlegier besuchte das Königliche Gymnasium zu Konitz bis 1873. Danach studierte er Philosophie, Philologie und Theologie an den Universitäten Breslau, Innsbruck, Würzburg und München. Er errang die Doktorwürde in Theologie an der Universität Würzburg 1879 und wurde in demselben Jahre in Würzburg von Bischof von Stein zum Priester geweiht. Nachher war er zuerst Hilfsarbeiter an der bischöflichen Kanzlei in Pelplin, darauf Pfarradministrator in Czersk und seit 1884 Direktor der Priester-Emeritenanstalt in Jacobsdorf. 1892 wurde er Pfarrer in Gilgenburg. Er war vielseitig tätig auf dem Gebiete des Genossenschaftswesens und der Entwicklung der landwirtschaftlichen Bauernvereine.
Im Jahr 1893 unterbreitete der lokale Wahlverein der Polen im Reichstagswahlkreis Regierungsbezirk Königsberg 9 der Deutschkonservativen Partei das Angebot eines Wahlbündnisses mit einem gemeinsamen Kandidaten gegen die den Wahlkreis dominierende Zentrumspartei. Dies wurde jedoch von den Konservativen abgelehnt. Im ersten Wahlgang erreichten Wolszlegier als Kandidat der Polen 32,5 % und der Kandidat des Zentrums Justus Rarkowski 47,4 % der Stimmen. Der konservative Kandidat landete abgeschlagen. In der daraufhin notwendigen Stichwahl wurde Wolszlegier von den Nationalliberalen und den Deutschkonservativen sowie „allen evangelischen Pfarrern der Gegend“ sowie „der gesamten protestantischen Bürokratie“ gegen den Zentrumskandidaten unterstützt und gewann den Wahlkreis mit 54,9 % der Stimmen. Zuvor hatte Wolszlegier den ihn unterstützenden Parteien Wahlzusagen gemacht.
Von 1893 bis 1898 war er Mitglied des Deutschen Reichstags und Mitglied der Polnischen Fraktion. Zwischen 1896 und 1898 war er auch Mitglied des Preußischen Abgeordnetenhauses.